# Ehrharta villosa
Ehrharta villosa är en gräsart som beskrevs av Julius Hermann Schultes. Ehrharta villosa ingår i släktet Ehrharta och familjen gräs. Inga underarter finns listade i Catalogue of Life.